# هاولی (مینه‌سوتا)
هاولی، مینه‌سوتا (به انگلیسی: Hawley, Minnesota) یک شهر در ایالات متحده آمریکا است که در شهرستان کلی (ابهام‌زادیی) واقع شده‌است.

## خصوصیات
هاولی ۶٫۵۵ کیلومترمربع مساحت و ۲٬۰۶۷ نفر جمعیت دارد و ۳۵۱ متر بالاتر از سطح دریا واقع شده‌است.